# 이언 디캐스트커
이언 디캐스트커(영어: Iain De Caestecker, 1987년 12월 29일)는 스코틀랜드의 배우이다. 드라마 《에이전트 오브 쉴드》(2013-20)의 리오 피츠 역이 대표작이다. 라이언 고슬링의 첫 연출작 《로스트 리버》(2014)에도 출연했다.

## 출연 작품
- 오버로드 (2018)
- 로스트 리버 (2014)
- 해피 엔딩 (2013)
- 인 피어 (2013)
- 필스 (2013)
- 크리클리 홀의 비밀 (2012)
- 셸 (2012, Shell)
- 페이즈 (2011)
- 업 데어 (2011)

### 텔레비전
- 코로네이션 스트리트 (2001-03)
- 에이전트 오브 쉴드 (2013-20)